# Madona e o Menino Jesus (Botticelli, Avinhão)
Madona e o Menino Jesus é uma pintura de têmpera do pintor renascentista italiano Sandro Botticelli, datada de c. 1467 e alojada no Museu do Petit Palais de Avinhão, França.